# Auguste-Emile Barbier
Auguste-Emile Barbier, francoski general, * 1885, † 1972.